# Paralaubuca
Paralaubuca är ett släkte av fiskar. Paralaubuca ingår i familjen karpfiskar.
Kladogram enligt Catalogue of Life:
| Paralaubuca | \| \| Paralaubuca barroni \| \| \| \| \| \| Paralaubuca harmandi \| \| \| \| \| \| Paralaubuca riveroi \| \| \| \| \| \| Paralaubuca stigmabrachium \| \| \| \| \| \| Paralaubuca typus \| \| \| \| |
|             | \| \| Paralaubuca barroni \| \| \| \| \| \| Paralaubuca harmandi \| \| \| \| \| \| Paralaubuca riveroi \| \| \| \| \| \| Paralaubuca stigmabrachium \| \| \| \| \| \| Paralaubuca typus \| \| \| \| |
|             | Paralaubuca barroni |
|             | |
|             | Paralaubuca harmandi |
|             | |
|             | Paralaubuca riveroi |
|             | |
|             | Paralaubuca stigmabrachium |
|             | |
|             | Paralaubuca typus |
|             | |